# Juan Pablo Rodríguez (Fußballspieler, 1982)
Juan Pablo Rodríguez, vollständiger Name Juan Pablo Rodríguez Conde, (* 14. Juni 1982 in Montevideo) ist ein ehemaliger uruguayischer Fußballspieler.

## Karriere
Der je nach Quellenlage 1,70 Meter oder 1,71 Meter große Mittelfeldakteur Rodríguez spielte von 2001 bis 2002 für den in Montevideo angesiedelten Verein Racing. Im Jahr 2003 gehörte er dem Kader des Club Atlético Cerro in der Primera División an. Dort absolvierte er in der Apertura 2003 14 Erstligaspiele und erzielte einen Treffer. 2004 stand er im Torneo Clasificatorio und der Apertura in Reihen Nacional Montevideos. In der Apertura 2005 spielte er für den Club Sportivo Cerrito in der Primera División. Die Saison 2006/07 verbrachte er erneut beim seinerzeitigen Zweitligisten Racing. Im Jahr 2008 stand er bei Defensor Sporting unter Vertrag. Dort trug er in der Clausura mit acht Ligaeinsätzen und drei Toren zum Gewinn des Meistertitels 2007/08 bei. In der folgenden Apertura lief er in 13 Spielen der Primera División auf und erzielte zwei Treffer. Im Jahr 2009 folgten in der Clausura 19 Ligaspiele (zwei Tore) und elf Spiele (ein Tor) in der Apertura für den mexikanischen Verein Indios de Ciudad Juárez. Im Bicentenario 2010 bestritt er 13 Partien für den Club San Luis. 2010 lief er überdies in Clausura und Apertura in 22 Spielen der Primera División für Santos auf und schoss vier Tore. Sodann schloss er sich den All Boys in Argentinien an. Dort stehen für ihn beginnend ab der Apertura 2010 bis 2012 82 Erstligaspiele und acht erzielte Treffer zu Buche. 2013 werden je nach Quellenlage drei oder vier Spiele für UNAM Pumas in der Copa México und sieben Erstligabegegnungen (kein Tor) geführt. Von Juli 2013 bis Januar 2014 spielte er für Gimnasia y Esgrima La Plata und absolvierte in dieser Zeit zehn Partien (kein Tor) in der Primera División. In der Folge wechselte er zu Al-Ittihad. Dort bestritt er sechs Spiele in der Pro League und schoss ein Tor. Zur Apertura 2014 kehrte er nach Uruguay zurück und schloss sich erneut dem Racing Club in Montevideo an. In der Saison 2014/15 wurde er in 29 Erstligaspielen (sechs Tore) eingesetzt. Für die Spielzeit 2015/16 stehen 29 Ligaeinsätze (zwei Tore) zu Buche.

## Erfolge
- Uruguayischer Meister 2007/08